# Ivan Alexejevič Šestakov
Ivan Alexejevič Šestakov (13. dubna 1820 – 3. prosince 1888 Sevastopol, Ruské impérium) byl ruský admirál, v letech 1882 až 1888 ministr námořnictva Ruského impéria.

## Život
Roku 1843 se stal adjutantem velitele Černomořského loďstva admirála Michaila Lazareva. Poté získal samostatné velení na menších parních lodích Bessarabia a Skoryj. V rozmezí let 1860 až 1862 velel ruské Středomořské eskadře, v letech 1863 až 1864 byl zástupcem velitele námořní základny v Kronštadtu. Roku 1872 se stal námořním atašé v Rakousku-Uhersku a poté v Itálii. Roku 1881 byl jmenován předsedou lodněstavitelského odboru Námořního technického výboru a o rok později ministrem námořnictva.